# Сельское поселение «Черно-Озёрское»
Се́льское поселе́ние «Черно-Озёрское» — муниципальное образование в Забайкальском районе Забайкальского края Российской Федерации.
Административный центр — посёлок железнодорожной станции Харанор.

## История
Статус и границы сельского поселения установлены Законом Читинской области от 19 мая 2004 года «Об установлении границ, наименований вновь образованных муниципальных образований и наделении их статусом сельского, городского поселения в Читинской области».

## Население
| 2010 | 2011  | 2012  | 2013  | 2014 | 2015 | 2016 |
| ---- | ----- | ----- | ----- | ---- | ---- | ---- |
| 1079 | ↘1075 | ↘1054 | ↘1032 | ↘998 | ↘991 | ↘960 |
| 2017 | 2018  | 2019  | 2020  | 2021 |      |      |
| ↘944 | ↘922  | ↘887  | ↘860  | ↘671 |      |      |

## Состав сельского поселения
| № | Населённый пункт | Тип населённого пункта                                  | Население |
| - | ---------------- | ------------------------------------------------------- | --------- |
| 1 | Харанор          | посёлок железнодорожной станции, административный центр | ↘671      |